# Chamcook
Pour les articles homonymes, voir Chamcook (homonymie).
Chamcook, aussi connu comme la paroisse de Saint-Andrews, est un district de services locaux du comté de Charlotte, située au sud-ouest du Nouveau-Brunswick. Dans le cadre de la réforme de la gouvernance locale du 1er janvier 2023, le DSL a été annexé à la ville de Saint-Andrews.

## Toponyme
La paroisse de Saint-Andrews est nommée en l'honneur de l'apôtre André. Une tradition veut plutôt qu'elle soit nommée ainsi en l'honneur d'un prêtre français nommé Saint-André, ou de l'arrivée d'un prêtre le jour de la Saint-André.

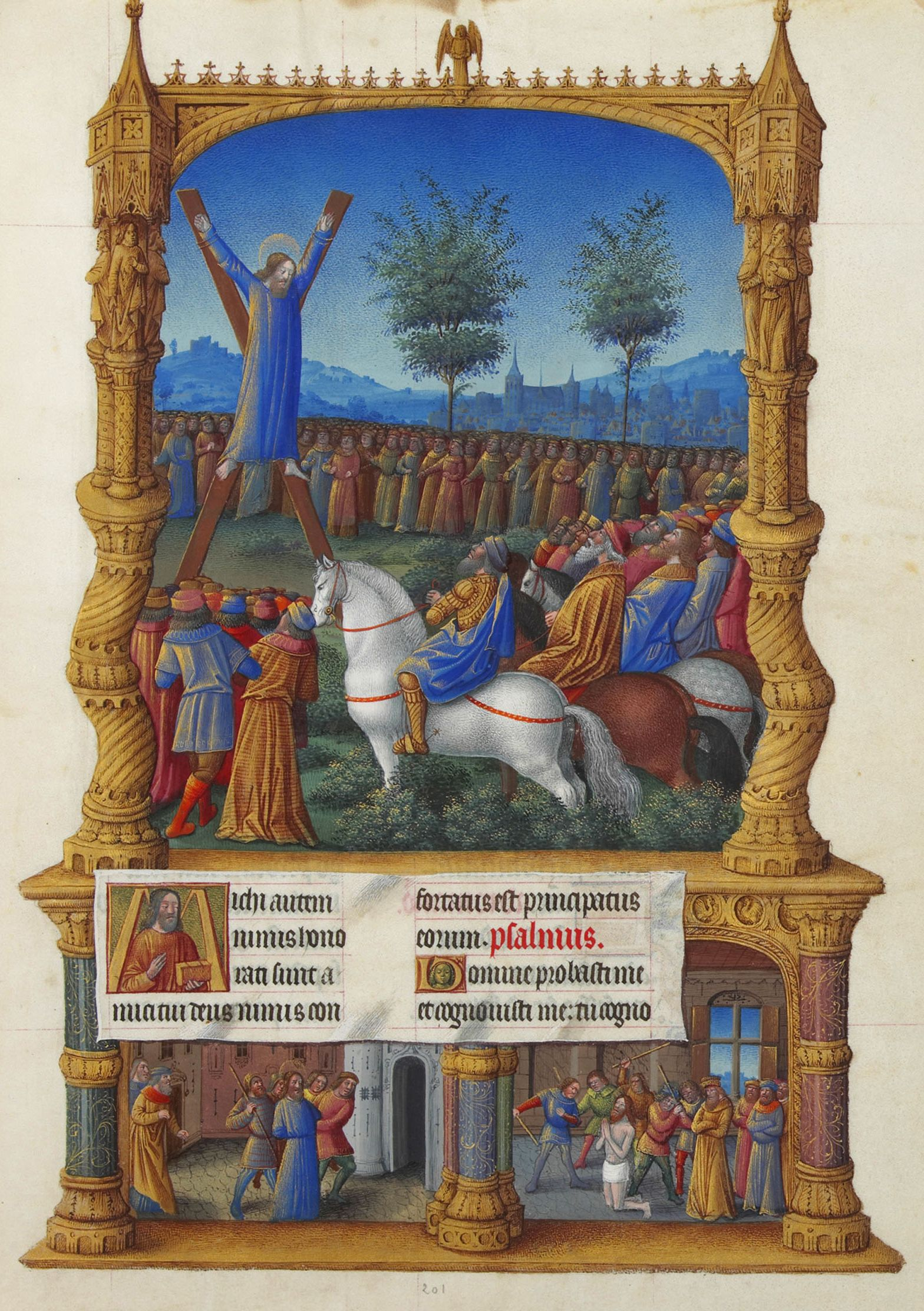
Crucifixion de saint André, Les Très Riches Heures du duc de Berry, musée Condé, Chantilly, ms.65, f.201r, Jean Colombe, vers 1485-1486

## Géographie

### Situation
Chamcook est situé dans le comté de Charlotte, à 97 kilomètres de route à l'ouest de Saint-Jean et à 134 km au sud-ouest de Fredericton. Le fleuve Sainte-Croix coule au sud-ouest tandis que la baie de Passamaquoddy borde le territoire à l'est. Le lac Chamcook borde également le territoire au nord-ouest. Le territoire comprend l'île Ministers, dans la baie de Passamaquoddy. Celle-ci est accessible à gué.
Chamcook est limitrophe de Bayside à l'ouest, de la paroisse de Saint-Patrick au nord et de la ville de Saint-Andrews au sud-est. Outre Saint-Andrews, les villes les plus proches sont Saint-George, à 27 km à l'est, et Saint-Stephen, à 28 km au nord-ouest.

### Hameaux et lieux-dits
Chamcook comprend les hameaux de Bar Road, Chamcook, Chamcook Lake et Edwards Corner.

## Histoire
Un grand amas coquillier a été découvert sur l'île Ministers, signifiant que les Passamaquoddys y campaient fréquemment.
Chamcook est fondé par des Loyalistes après 1785, à la suite de l'expansion des colonies de l'Association de Penobscot. En 1835, il y a déjà une darse et une usine de papier. En 1848, un bateau transportant 200 Irlandais devant travailler au chemin de fer Saint-Andrews & Québec doit rester en quarantaine à l'île Hardwood lorsqu'une fièvre se répand à bord. Un hôpital de fortune est donc installé sur l'île.

## Démographie
(juillet 2016).
D'après le recensement de Statistique Canada, il y avait 547 habitants en 2001, comparativement à 452 en 1996, soit une hausse de 21,0%. La paroisse compte 296 logements privés, a une superficie de 22,5 km2 et une densité de population de 24,33 habitants par kilomètre carré.

## Économie
Entreprise Charlotte, membre du Réseau Entreprise, a la responsabilité du développement économique.

## Administration

### Commission de services régionaux
Chamcook fait partie de la Région 10, une commission de services régionaux (CSR) devant commencer officiellement ses activités le 1er janvier 2013. Contrairement aux municipalités, les DSL sont représentés au conseil par un nombre de représentants proportionnel à leur population et leur assiette fiscale. Ces représentants sont élus par les présidents des DSL mais sont nommés par le gouvernement s'il n'y a pas assez de présidents en fonction. Les services obligatoirement offerts par les CSR sont l'aménagement régional, l'aménagement local dans le cas des DSL, la gestion des déchets solides, la planification des mesures d'urgence ainsi que la collaboration en matière de services de police, la planification et le partage des coûts des infrastructures régionales de sport, de loisirs et de culture; d'autres services pourraient s'ajouter à cette liste.

### Représentation et tendances politiques
Nouveau-Brunswick: Chamcook fait partie de la circonscription provinciale de Charlotte-Campobello, qui est représentée à l'Assemblée législative du Nouveau-Brunswick par Curtis Malloch, du Parti progressiste-conservateur. Il fut élu en 2010.
 Canada: Chamcook fait partie de la circonscription électorale fédérale de Nouveau-Brunswick-Sud-Ouest, qui est représentée à la Chambre des communes du Canada par Gregory Francis Thompson, ministre des Anciens Combattants et membre du Parti conservateur. Il fut élu lors de la 40e élection fédérale, en 1988, défait en 1993 puis réélu à chaque fois depuis 1997.

## Vivre à Chamcook

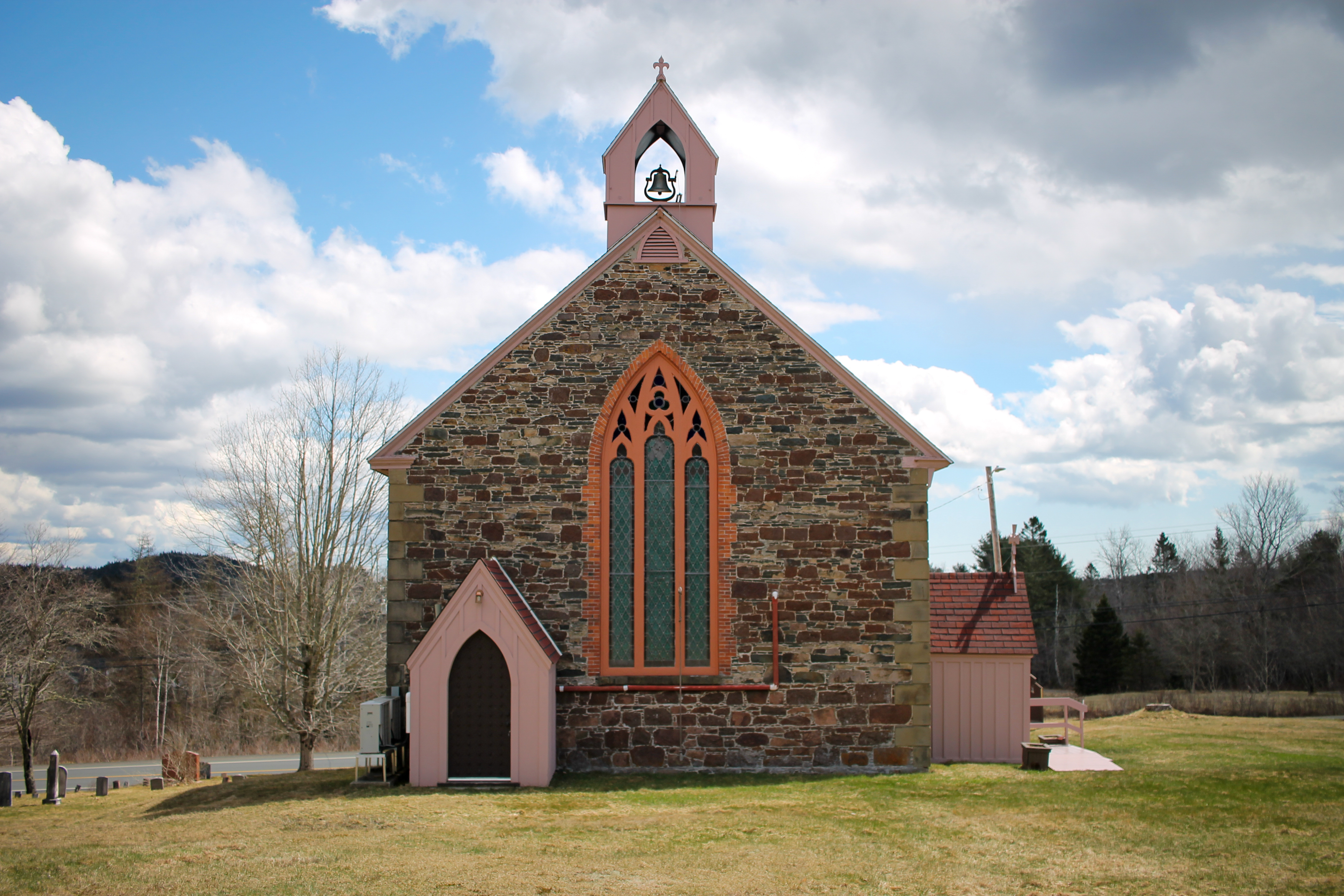
St. John the Baptist à Chamcook, au Nouveau-Brunswick

Il y a des écoles primaires et secondaires ainsi qu'une bibliothèque publique à Saint-Andrews. Cette ville possède aussi le NBCC-Saint-Andrews ainsi que le Centre des sciences de la mer Huntsman. Des universités offrant un plus grand nombre de formations se trouvent à Fredericton et Saint-Jean. Il n'y a aucune école francophone dans le comté, les plus proches étant à Saint-Jean ou Fredericton. Les établissements d'enseignement supérieurs les plus proches sont quant à eux situés dans le Grand Moncton.
Le bureau de poste et le détachement de la Gendarmerie royale du Canada les plus proches sont à Saint-Andrews.
Les anglophones bénéficient du quotidien Telegraph-Journal, publié à Saint-Jean, et de l'hebdomadaire Saint Croix Courier, publié à Saint-Stephen. Les francophones ont accès par abonnement au quotidien L'Acadie nouvelle, publié à Caraquet, ainsi qu'à l'hebdomadaire L'Étoile, de Dieppe.

## Culture

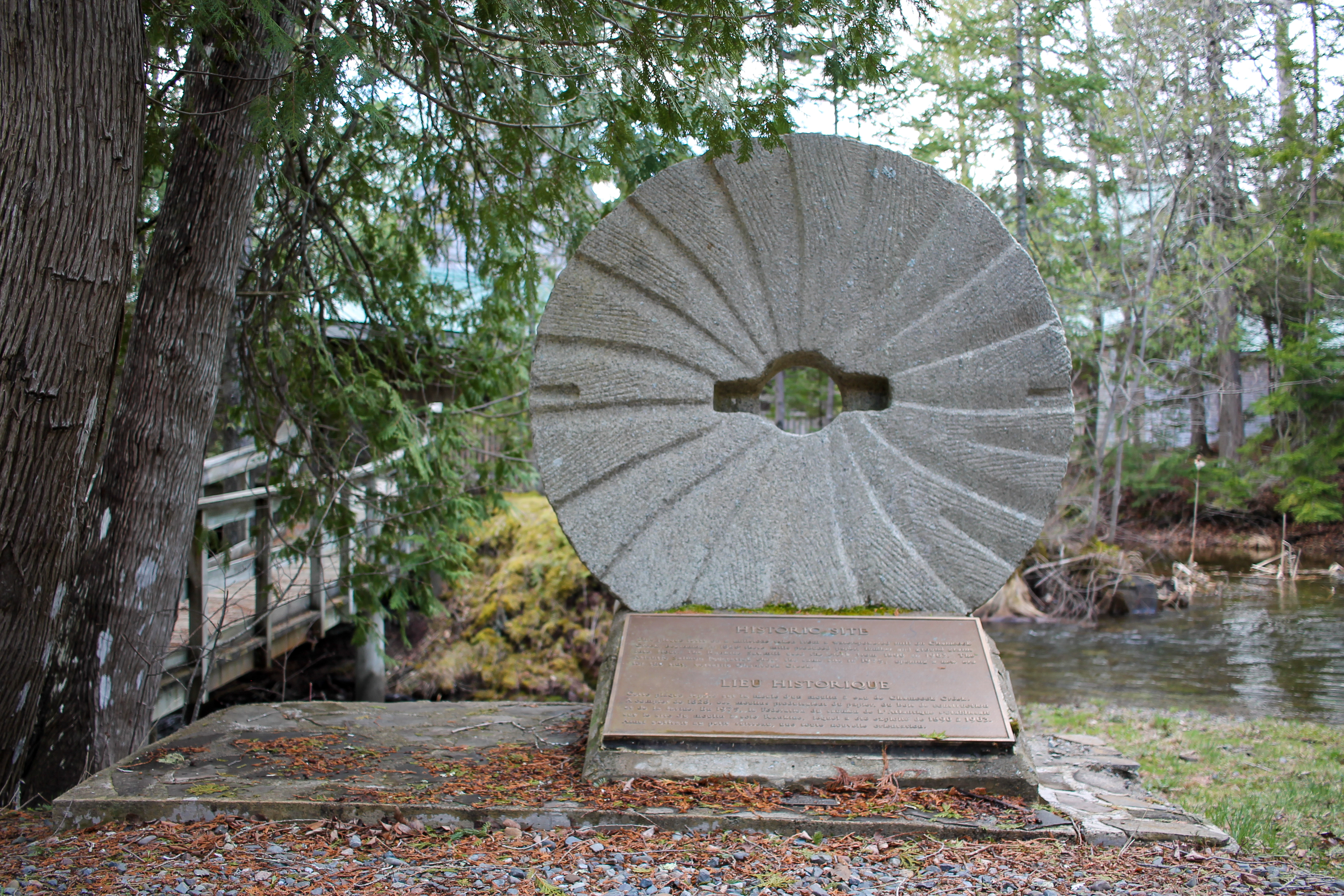
Monument commémorant le site historique d'un moulin à eau au Centre d'interprétation du saumon de l'Atlantique.

Chamcook possède le Centre d'interprétation du saumon de l'Atlantique et l'église anglicane St. John the Baptist.